# GusGus
GusGus is een IJslandse technoband uit Reykjavik opgericht in 1995.

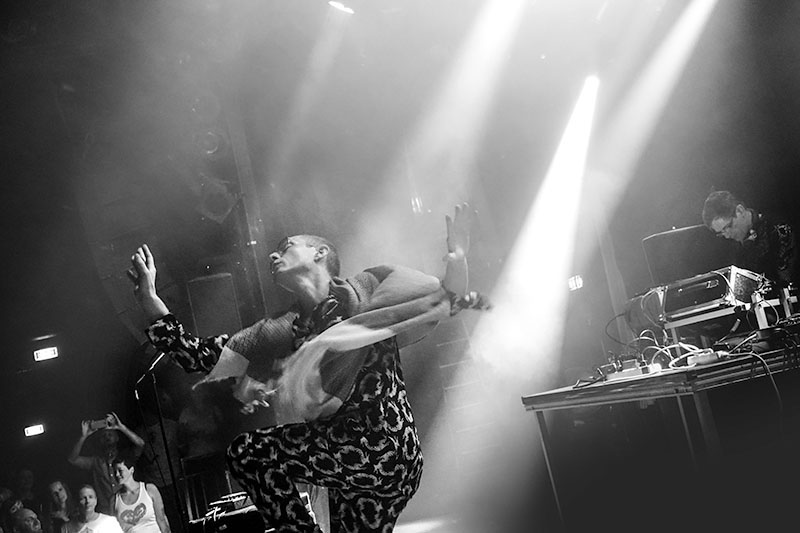
GusGus: Daníel Ágúst Haraldsson en Birgir Þórarinsson met hun optreden in het "Aarhus", Denemarken 2016

## Geschiedenis
GusGus werd oorspronkelijk opgericht als een film- en acteurscollectief, maar raakte vooral bekend door de elektronische muziek die ze uitbrachten. GusGus heeft in de loop der jaren vele leden gehad: Birgir Þórarinsson, Daníel Ágúst Haraldsson, Magnús Jónsson, Sigurður Kjartansson, Stefán Árni Þorgeirsson, Hafdís Huld Hákonardóttir, Emilíana Torrini Davíðsdóttir, Urður Hákonardóttir, Magnús Guðmundsson, Stephan Stephensen en Baldur Stefánsson.
De muziek van GusGus is eclectisch, en hoewel de band zich voornamelijk bezighoudt met  techno, triphop en housemuziek, heeft deze ook geëxperimenteerd met andere muziekstijlen. De band heeft ook werk van verschillende bekende artiesten geremixt, waaronder Björk, Depeche Mode, Moloko, en Sigur Rós.
Hafdís Huld Hákonardóttir zingt in 2002 ook op de single Hayling van FC Kahuna.

## Discografie

### Studioalbums
- Gusgus (1995)
- Polydistortion (1997)
- This Is Normal (1999)
- Gus Gus vs. T-World (2000)
- Attention (2002)
- Forever (2007)
- 24/7 (2009)
- Arabian Horse (2011)
- Mexico (2014)
- Lies are more flexible (2018)
- Mobile Home (2021)
- DanceOrama (2023)

### Singles
- Polyesterday (1996)
- Believe (1997)
- Standard Stuff For Drama (1997)
- Ladyshave (1999)
- V.I.P. (1999)
- Dance You Down (2002)
- Desire (2002)
- David (2003)
- Call Of The Wild (2003)
- Lust / Porn (2005)
- Need In Me (2005)
- Forever Sampler (2006)
- Moss (2007)
- Hold You (2007)
- Add This Song (2009)
- Thin Ice (2009)
- Within You (2011)
- Over (2011)
- Deep Inside (2011)
- Crossfade (2014)
- Obnoxiously Sexual (2014)
- Mexico (2014)
- Airwaves (2014)
- Featherlight (2017)

- Don't Know How to Love (2018)
- Lifetime (2019)
- Out of Place (2020)
- Higher feat Vök (2020)
- Stay the Ride (2021)
- Our World (2021)
- Love is Alone feat John Grant (2021)
- Simple Tuesday (2021)
- Bolero EP feat John Grant (2022)
- Into the Strange (2023)
- Eoa? Feat Birnir (2023)
- When we Sing feat Vök (2023)